# Tignale
Tignale é uma comuna italiana da região da Lombardia, província de Bréscia, com cerca de 1.270 habitantes. Estende-se por uma área de 48 km², tendo uma densidade populacional de 26 hab/km². Faz fronteira com Brenzone (VR), Gargnano, Magasa, Malcesine (VR), Tremosine, Valvestino.

## Demografia
| Variação demográfica do município entre 1861 e 2011                               |
|                                                                                   |
| Fonte: Istituto Nazionale di Statistica (ISTAT) - Elaboração gráfica da Wikipedia |